# Falkušovce
Falkušovce (in ungherese Falkus, in tedesco Wolfgersdorf) è un comune della Slovacchia facente parte del distretto di Michalovce, nella regione di Košice.